# 夢野れい
夢野 れい（ゆめの れい、男性）は、日本の漫画家、メカニックデザイナー。兵庫県西宮市出身。神戸市在住。
アニメ制作会社アートミック、フリーランスを経て、神戸芸術工科大学芸術工学部まんが表現学科で准教授を務める。

## 人物・来歴
親に「テレビは1日1時間」と厳しく制限され、頭の中に思い描いた空想世界を絵にするようになる。漫画家やアニメーターを目指すようになり、中学で知り合った絵描き仲間と同人誌を出す。
『宇宙戦艦ヤマト』などのSF作品が好きで、神戸高等工業学校在学中に漫画家アシスタントになる。
大阪芸術大学芸術学部デザイン学科に入学。在学中に園田健一、トニーたけざきらと知り合い、関西方面で共に同人誌活動を展開する。大在学中からアニメ制作会社のアートミックとガイナックスに出入りするようになり、メカデザインの仕事を始めた。アートミックはOVAがメインだったのでマニアックな仕事が多かったが、ガイナックスでは社会的ブームとなったテレビアニメ『新世紀エヴァンゲリオン』の第6話で設定を担当した。
1988年に大阪芸術大学を卒業すると、友人でもある園田健一を頼って上京し、園田と同じくアートミックに籍を置く。
アートミックの柿沼秀樹にコミック雑誌を創刊するから漫画を描かないかと誘われ、月刊コミックノイズィ（大日本絵画）に『サイコランド』を連載して漫画家デビュー。
アートミックを辞めてフリーになり、以後は漫画家やイラストレーターとして活動するようになる。
その後、東京から関西に戻り、大阪アニメーションカレッジ専門学校で非常勤講師として授業をしたり、神戸芸術工科大学で准教授として講義を行ったりするようになる。
2023年、テレビアニメ『聖剣学院の魔剣使い』で約30年ぶりにアニメの設定を担当する。

## 主な参加作品

### テレビアニメ
- 新世紀エヴァンゲリオン（1995〜1996年） - 設定補[注 3]（第六話）
- 聖剣学院の魔剣使い（2023年） - コンセプトアート
- 片田舎のおっさん、剣聖になる（2025年） - コンセプトデザイン[注 4]

### OVA
- ガルフォース （1988〜1992年） - プロダクションデザイン（新世紀編）、アシスタントデザイン（宇宙章1）、メカニックデザイン補（宇宙章2）、美術デザイン（宇宙章3、地球章レア・ガルフォース）
- コスモス・ピンクショック（1986年） - メカニックデザイン
- バブルガムクライシス（1987〜1991年） - メカニックデザイン補（PART1-4）、プロダクションデザイン（PART5・7・8）、プロダクションデザイン補（PART4）
- ライディングビーン（1989年） - 美術設定
- MEGAZONE23 III（1989年） -プロダクションデザイン、ストーリーボード
- AD.POLICE（1990年） - プロダクションデザイン
- バブルガム・クラッシュ!（1991年） - プロダクションデザイン（第1・2話）
- DETONATORオーガン（1991〜1992年） - プロダクションデザイン（2 追走編、3 決戦編）
- 創世機士ガイアース（1992年） -プロダクションデザイン

## 著作物

### 漫画
- 夢野れい 著『サイコランド』（1990年、大日本絵画/MGコミック）
- 荒巻義雄 原作、夢野れい 作画『琵琶湖要塞1997』全3巻（1994〜1995年、中公コミックス・スーリスペシャル）
- 夢野れい 著『GRAND BANK』（1995年、中公コミックス・スーリスペシャル）
- 渡辺浩弐 原作、:夢野れい 作画『2999年のゲームキッズ』（1998年、プレイステーションコミック）
- 夢野れい 著『ゼネラル・マシーン: ある星の未来』（2000年、美術出版社）

### イラスト・挿絵
- 小説『サイバーナイト漂流・銀河中心星域』（山本弘とグループSNE 著、1991年、角川スニーカー文庫）
- ボードゲーム『SCAPE -スケープ-』（2021年、グループSNE）

### ハウツー本
- 夢野れい 著『SF・ファンタジー 異世界を創れ! 鉛筆1本からはじめよう!!』（2013年、美術出版社）
- 夢野れい, 野上武志, 吉原昌宏, 横山アキラ, 名城犬朗, エアラ戦車, 西岡知三 著『戦車の描き方 箱から描く戦車・装甲車輌のテクニック』（2017年、ホビージャパン）